# Nora Gharib
Nora Gharib (Merksem, 1 september 1993) is een Belgische zangeres, actrice en presentatrice.

## Biografie
Gharib is geboren in Merksem en heeft haar jeugd doorgebracht op de Linkeroever. Haar ouders zijn van Marokkaanse origine; haar vader is afkomstig uit Marrakesh, haar moeder uit Tanger. Ze heeft drie zussen en één halfzus. Ze was gehuwd van 2017 tot 2021. Haar ex-man, met wie ze al zeven jaar voor het huwelijk een koppel vormde sinds het middelbaar onderwijs, is van Ghanese origine. In het programma Op weg met Jan getuigde ze uitvoerig over haar geloof als moslima en over hoe haar partner initieel niet door haar ouders werd geaccepteerd.

## Carrière
Gharib verwierf direct televisiebekendheid in Vlaanderen en Nederland dankzij haar deelname aan K3 zoekt K3, waar ze in de halve finale uitviel. Ze maakte ook voor ‘Generation M’ van MNM korte videoreportages over zomermuziekfestivals. Met beide programma's kwam ze zo in het vizier van Adil El Arbi en Bilall Fallah, op zoek naar de vrouwelijke hoofdrol van Badia, een van de wouldbe-drugdealers in Patser, naast acteurs als Matteo Simoni en Saïd Boumazoughe. De recensie in De Morgen sprak van "een frisse vertolking". Vertigo stelt: "Gharib ontpopt zich in de rol van het vierde bendelid als een ware filmster, die moeiteloos switcht tussen brutaal en breekbaar."
In 2017 was ze de online reporter van de zangwedstrijd Steracteur Sterartiest. Samen met Tom De Cock bezocht ze de kandidaatscholen voor MNM's wedstrijd De Strafste School van Vlaanderen 2018. In september 2018 verscheen haar eerste boek, ‘Heavy Sh!t’, waar ze in zes thema's en 390 bladzijden jongerenproblemen uitwerkt met getuigenissen en meningen van experten, een boek met vragen en antwoorden, voor en door jongeren. Ze interviewt rond die thema's ook jongeren voor de videorubriek Heavy Sh!t van het online magazine TAGMAG. Nora Gharib werkte dat jaar ook mee aan de actie rond cyberpesten van Make Belgium Great Again en was in 2018 ook een van de deelnemers aan het programma Op weg met Jan in het tweede seizoen. Ze vertolkte de rol van Safa Hassan, een gastrol in het tweede seizoen van de Europese televisieserie The Team.
In 2019 werd zij gekozen als ambassadeur voor Warme William, als opvolger van komiek Kamal Kharmach. Warme William is een organisatie die zich inzet voor het mentale welzijn van kinderen en jongeren in Vlaanderen, met peer support als belangrijkste hulpmiddel.
In 2019 werkt ze samen met Bart Peeters aan Merci voor de muziek, een programma voor Eén waarin muziek gebruikt wordt om mensen te bedanken, troosten of verrassen. Op 26 december 2020 presenteerde Gharib samen met Bart Peeters de kerstspecial van Merci Voor De Muziek. 
In 2020 speelt ze een van de hoofdrollen in de VRT-serie Black Out als Lila. In 2020 nam ze deel in De Slimste Mens ter Wereld, maar viel af na 1 deelname. Ook dat jaar deed ze als 'Suikerspin' mee aan het VTM-programma The Masked Singer. Ze viel in aflevering 7 af, na aan 5 afleveringen te hebben deelgenomen.
Ook was ze in 2020 en 2021 het gezicht samen met Sarah Mouhamou van de Ketnet-actie tegen pesten, genaamd Stip It. Eind 2021 werd bekendgemaakt dat ze te zien zal zijn in het 2de seizoen van Een echte job. 
Van december 2021 tot februari 2022 nam ze deel als danseres aan het derde seizoen van Dancing with the Stars op de Vlaamse zender Play4. Ze geraakte tot in de finale waarin ze uiteindelijk derde eindigde.
In de film Zeppos - Het Mercatorspoor, die in de cinemazalen wordt uitgebracht in het voorjaar van 2022, speelt ze de rol van Monica.
Vanaf april 2022 presenteerde Gharib het televisieprogramma Blind Gesprongen op VTM.
In het najaar van 2022 verscheen Tiny House Battle op VTM waarvan Gharib de presentatie deed. 
Gharib bracht in het voorjaar van 2023 haar eerste kledingcollectie uit met Zeb. In 2023 nam ze deel aan The Big Bang als kandidaat samen met Andy Peelman. Daarnaast was ze jurylid in Starstruck.
In januari 2025 werd bekendgemaakt dat Gharib tijdelijk de zwangere Marthe De Pillecyn ging vervangen in de K3-show Zeesterren. Van maart tot half mei 2025 was ze tijdens die tour.

### Televisie

#### Kandidaat
- Special Forces: Wie durft wint (2024)
- De Verraders (2023)
- De Verraders: De Ronde tafel (2023)
- The Big Bang (2023) - samen met Andy Peelman
- Dancing with the Stars (2021-2022)
- Code van Coppens (2021, 2023-2024) - samen met Danira Boukhriss Terkessidis (2021), Gers Pardoel (2023) en Aaron Blommaert (2024)
- The Masked Singer (2020) - als suikerspin
- De Slimste Mens ter Wereld (2020)
- Een echte job (2020)
- Vrede op aarde (2019)
- K3 zoekt K3 (2015)

#### Presentatrice
- The Voice Kids (2023) - samen met Aaron Blommaert
- Tiny House Battle (2022)
- Blind Gesprongen (2022, 2024)
- Merci voor de muziek (2019-2020) - samen met Bart Peeters

#### Actrice
- Grond (2021) - als Rachida
- Black-Out (2020-2021) - als Lila
- The Team (2018) - als Safa Hassan

#### Jurylid
- Starstruck (2023-2024)

### Film
- Zeppos - Het Mercatorspoor (2022) - als Moncia
- Nachtwacht: De dag van de bloedmaan (2021) - als Rhea
- Patser (2018) - als Badia
- Patsers (2025) - als Badia

## Privé
Gharib is gescheiden na een relatie van 12 jaar en heeft met haar voormalige echtgenoot een dochter.